# Khost wa Fereng

Les districts de la province de Baghlan.
Le district de Khost wa Fereng est en vert, au nord-est.

Le district de Khost wa Fereng est un district de la province de Baghlan, en Afghanistan, dans les monts de l'Hindu Kush.

## Démographie
Le district de Khost wa Fereng a une population estimée à 60 300 habitants en 2011-2012. Elle est composée à 90 % de Tadjiks et à 10 % de Hazaras.

## Géographie
Le district de Khost wa Fereng est situé au nord-est de la province de Baghlan.

## Administration
La capitale du district de Khost wa Fereng est la ville de Khost wa Fereng.